# Rudolf Gamm
Rudolf Gamm (ur. 28 października 1884 w Gdańsku, zm. 2 kwietnia 1961 w Sopocie) – polski działacz społeczny w Wolnym Mieście Gdańsku, poseł do Volkstagu, kupiec.

## Życiorys
W okresie poprzedzającym wybuch II wojny światowej Gamm mieszkał i wykonywał zawód kupca w Gdańsku, posiadając obywatelstwo Wolnego Miasta. Działał w polskim środowisku, żonaty był z Aleksandrą Żywicką, córką polskiego nauczyciela Michała. W latach 1935–1939 zasiadał w Volkstagu (parlamencie Wolnego Miasta Gdańska) VI kadencji; przeciwstawiał się nazistom, w czerwcu 1936 padł ofiarą pobicia.
Po wojnie mieszkał w Sopocie. Był świadkiem oskarżenia w procesie Alberta Forstera. W 1960 opublikował książkę Swastyka nad Gdańskiem. Zmarł w 1961 w Sopocie, pochowany został tamże na cmentarzu katolickim (kwatera C4-20-18).

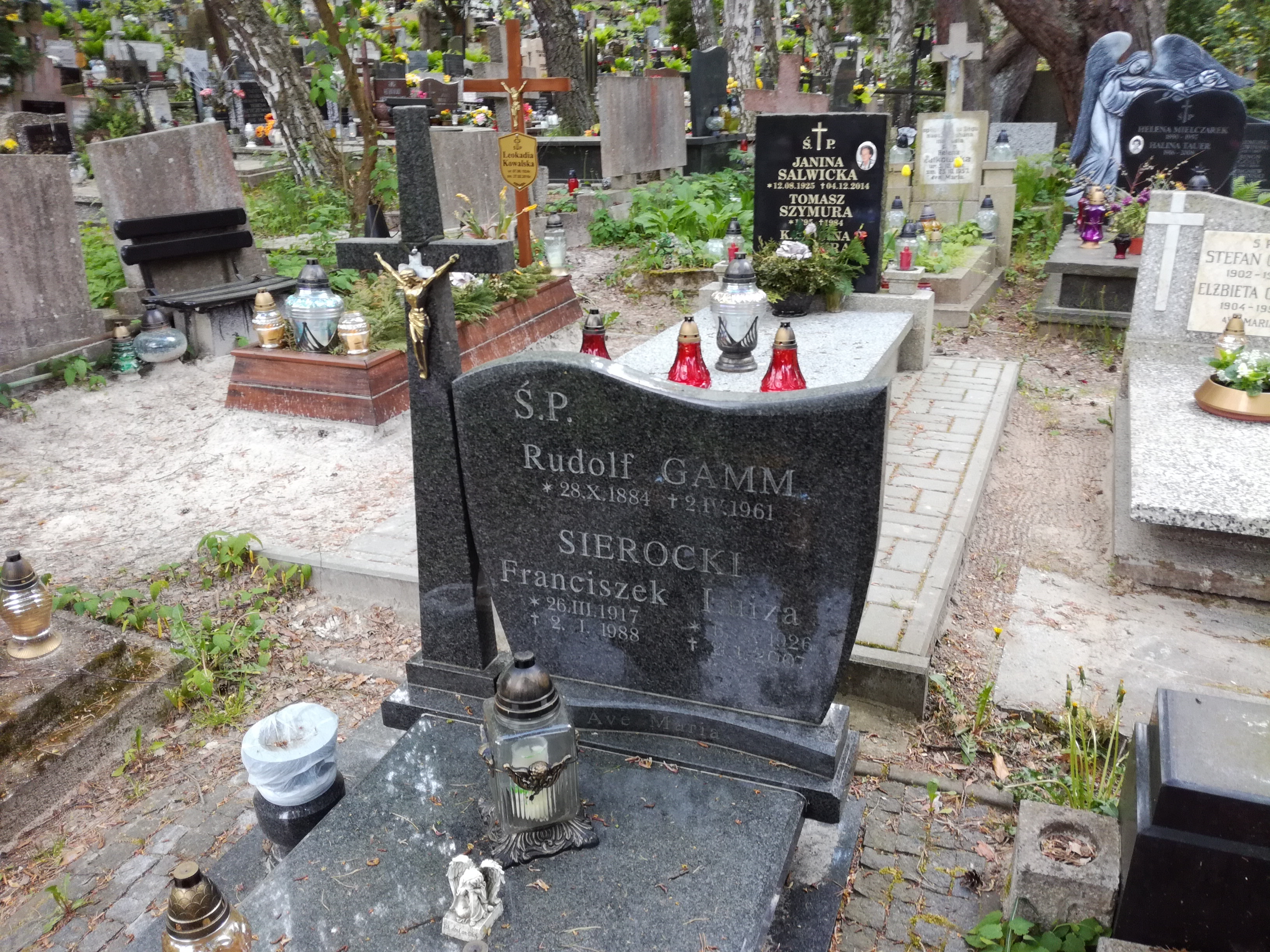
Grób Rudolfa Gamma na cmentarzu katolickim w Sopocie